# Камаканури
Камакану́ри (рос. Камакануры, марій. Камаканур) — присілок у складі Гірськомарійського району Марій Ел, Росія. Входить до складу Єласівського сільського поселення.

## Населення
Населення — 21 особа (2010; 27 у 2002).
Національний склад (станом на 2002 рік):
- гірські марійці — 100 %